# Eugène Pierre Nicolas Fournier
Eugène Pierre Nicolas Fournier (Paris, 1834 - 10 de junho de 1884) foi um botânico e pteridólogo francês.

## Obra
Algumas publicações:
- Mexicanas plantas. París. 1872 e 1886.
- Comptes Rendus. Cong. Internat. Bot. Hort. Paris (1878). pp. 227-252.

## Homenagens
Pertenceu a numerosas sociedades científicas, entre elas a Sociedade Real de Botânica da Bélgica.
Perteneció a numerosas sociedades científicas, entre ellas a la Sociedad Real de Botánica de Bélgica.
Em sua homenagem são nomeadas:
Gênero
- Fourniera J.Bommer 1874

Espécie
- Torenia fournieri Linden 1876
- Furcraea fournieri

## Abreviatura
A abreviatura E.Fourn. é empregada para indicar a Eugène Pierre Nicolas Fournier como autoridade na descrição e classificação científica dos vegetais .